# Alexie Alaïs
Alexie Alaïs (Kourou, 9 ottobre 1994) è una giavellottista francese, originaria della Guyana francese.

## Palmarès
| Anno | Manifestazione    | Sede       | Evento                 | Risultato | Prestazione | Note |
| ---- | ----------------- | ---------- | ---------------------- | --------- | ----------- | ---- |
| 2011 | Mondiali allievi  | Lilla      | Lancio del giavellotto | 6ª        | 49,33 m     |      |
| 2012 | Mondiali juniores | Barcellona | Lancio del giavellotto | 13ª (q)   | 50,52 m     |      |
| 2013 | Europei juniores  | Rieti      | Lancio del giavellotto | 22ª (q)   | 40,83 m     |      |
| 2014 | Mediterranei U23  | Aubagne    | Lancio del giavellotto | Oro       | 56,30 m     |      |
| 2018 | Europei           | Berlino    | Lancio del giavellotto | 6ª        | 60,01 m     |      |
| 2019 | Mondiali          | Doha       | Lancio del giavellotto | 14ª (q)   | 60,46 m     |      |